# Abed Abdi

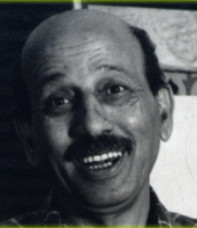
Abed Abdi

Abed Abdi (arabisch عبد عابدي‎, hebräisch עבד עאבדי‎; * Februar 1942 in Haifa) ist ein arabisch-israelischer Maler und Zeichner, Grafiker, Bildhauer, Kunstschmied und Dozent.

## Leben
Abed Abdi studierte zunächst in Israel Kunst bei Abaham Yaskil und Zvi Mairovitch und hielt seine erste Ausstellung 1962 in Tel Aviv. Von 1964 bis 1972 studierte an der Hochschule für Bildende Künste Dresden. Seine Professoren waren Lea Grundig, Gerhard Bondzin und Gerhard Kettner. Seine Abschlussarbeit an der Akademie erhielt den 2. Preis, der Abdi die Möglichkeit gab, ein weiteres Jahr an der Kunsthochschule zu verbringen und sich auf Wandbilder und Skulpturen zu spezialisieren.
1972 ging er nach Haifa zurück und arbeitete als Bildhauer, Maler, Karikaturist, Kunstkritiker und Grafiker für diverse arabische Publikationen. Gleichzeitig entwarf er mehrere Wandbilder. Von 1985 bis 2008 war er Dozent an der Pädagogischen Akademie für Lehrerausbildung in Haifa, wo er Kunst unterrichtete.

## Werk
Beispielhaft für seine allegorischen Denkmäler in Galiläa, die menschliche Kraft und Widerstand symbolisieren, sind ein erzählendes Wandbild, das Elijahs Trotz und Überleben darstellt, sowie ein Bronzedenkmal, das sechs erschossenen Palästinensern gewidmet ist.
Abed Abdi hat zahlreiche Denkmäler und Wandbilder geschaffen: So entwarf er 1977, gemeinsam mit dem jüdischen Künstler Gershon Knispel, eine Skulptur zum Gedenken an den „Tag des Landes“ in Erinnerung an die Ereignisse des 30. März 1976, 1984 ein Denkmal zum 75-jährigen Bestehen des galiläischen Stadtbezirkes Shefa Amr, 1999 das Denkmal in Kafr Kanna und 2001 die Gedenkstätte in Kafr Manda. Wandbilder sind von Abdi beispielsweise aus Haifa, Tel Aviv und Nazaret bekannt.
Abed Abdi hatte Einzelausstellungen in Katar, Israel, Jordanien, Belgien, Ungarn und Bulgarien. Er nahm an über 50 Gruppenausstellungen teil, unter anderem an palästinensisch-israelischen Ausstellungen zwischen 1980 und 1987, die in Tel Aviv, Haifa und Jerusalem zu sehen waren. Weitere Gemeinschaftsausstellung, wie „It's possible“ zwischen 1988 und 1990, wurden in den U.S.A. und in Deutschland  gezeigt. Darüber hinaus waren seine Arbeiten in der Ausstellung „Solidarity with the Palestinian People“ in Tokyo, Berlin, Brüssel, Belgrad und Athen zu sehen. 2010 hatte Abdi die Ausstellung 50 Jahre Kreativität („50 Years of Creativity“) in der Um el Fahem Gallery in Israel.
Abdi ist ein Mitglied der „Israeli Association of Painters and Sculptors“ sowie des Jüdisch-Arabischen Zentrums von Beit Hagefen. Dies ermöglicht ihm, palästinensische und israelische Künstler zusammenzubringen und gemeinsame Ausstellungen zu organisieren. Abdi gründete die „Ibdaa Gesellschaft“ zur Förderung der Bildenden Künste im arabisch-israelischen Sektor und der „Arabelle-Werkstatt“ in Haifa zur Förderung der Bildenden Künste und des interkulturellen Dialogs durch die Kunst.
Abdi war Präsident des Al-Midan-Theaters in Haifa von 2004 bis 2009. Seit 2008 er ist Co-Kurator des Projektes „Holiday of Holidays“ (Haifa, Israel).

## Ehrungen
Die Stadt Haifa sprach Abdi 1973 den „Herman Struck Bester Künstler des Jahres“-Preis zu, welchen er 1999 noch einmal erhielt. 1973 erhielt er auch den „Young Artist Award“ des International Youth Festival in Berlin. Im Jahr 2008 erhielt Abed Abdi als erster in Israel lebender arabischer Künstler den Preis für Kunst und grafische Kunst des israelischen Ministeriums für Wissenschaft, Kultur und Sport.
Im Jahr 2010 verlieh ihm der Bürgermeister der Stadt Haifa die Ehrenbürgerwürde.

## Hinweise
- Kamal Boullata/die Enzyklopädie von den Palästinensern Philip Mattar, E-D. Die Enzyklopädie der Palästinenser. New York: Tatsachen auf File, Inc., 2000.